# ستيريون شاذ
ستيريون شاذ (الاسم العلمي:Satyrium anomalum) هو نوع من النباتات يتبع جنس الستيريون من الفصيلة السحلبية.